# Toni Venturi
Antonio Venturi Neto, conhecido como Toni Venturi (São Paulo, 21 de novembro de 1955 – São Sebastião, 18 de maio de 2024), foi um cineasta brasileiro.

## Biografia
Morou no Canadá de 1976 até 1984, onde se graduou Bacharel em Artes Fotográficas - Cinema, pela University Of Ryerson, em 1984. Também se formou em Comunicação Social - Cinema pela Universidade São Paulo, em 1987. No Brasil, fez o curso secundário no Ginásio Estadual Vocacional Oswaldo Aranha, em São Paulo, que compunha uma rede de escolas experimentais mantida pela pedagoga Maria Nilde Mascelani e extinta pela ditadura militar. Depois da passagem pelo Canadá, viveu no Rio de Janeiro até 1989 e desde 1990 residia em São Paulo. 
Toni Venturi era casado com a atriz Débora Duboc com quem teve um filho.
Diretor e produtor do longa-metragem de ficção Cabra-cega. Prêmios de produção: "Filmes de Baixo Orçamento do MINC", "Finalização da ANCINE" e "Finalização Prefeitura de São Paulo", lançado em 2005.
Diretor e Produtor do documentário para TV No Olho Do Furacão. Prêmios de produção: "Itaú Rumos" e "Documentários Inéditos do MINC". Em 2003, recebeu o Prêmio Especial do Júri na 30ª Jornada da Bahia. 
Diretor e Produtor do longa-metragem de ficção Latitude Zero. A produção, que é baseado na peça de Fernando Bonassi: As Coisas Ruins da Nossa Cabeça. Em 2001, o filme participou da 51ª Festival de Berlim, Seção Panorama. Ganhou 15 prêmios em festivais nacionais e internacionais nas categorias de melhor direção, ator, atriz e arte. Foi lançado comercialmente em março de 2002 e está disponível em DVD e VHS.
Diretor e Produtor de O Velho, A História De Luís Carlos Prestes. Documentário longa metragem e série de 04 episódios para TV. Ganhou 3 prêmios de melhor filme em festivais de cinema nacionais e foi premiado em Cuba.
Diretor da série "Teletubbies" da Rede Globo, em 1998.
Diretor do programa "Conexão Roberto D'avila", de entrevistas, em 1996.
Diretor da série de documentários institucionais "Gente Que Faz", patrocinado pelo Banco Bamerindus (1995 - 97).
Diretor e Produtor dos seguintes curtas metragens: Ficção futurista com Jonas Bloch passada nos últimos dias do milênio; Guerras, Documentário sobre a vida do poeta luso-brasileiro Antonio José, que morreu queimado nas fogueiras da Inquisição no século XVIII; e Under The Table sobre o drama dos imigrantes em situação ilegal latino-americanos que vivem em Toronto, Canadá.
Dirigiu Estamos Juntos (2011), no qual Dira Paes faz o papel de uma líder do movimento dos sem teto em São Paulo.
Dirigiu Dia de Festa (2005), documentário sobre os movimentos de ocupação de prédios abandonados em São Paulo.
Foi o dono da produtora audiovisual Olhar Imaginário.

### Morte
Morreu em 18 de maio de 2024, aos 68 anos, após passar mal e afogar-se na praia de Barra do Una, em São Sebastião.

## Filmografia
| Ano  | Título                                      | Diretor | Roteirista | Produtor | Notas                      |
| ---- | ------------------------------------------- | ------- | ---------- | -------- | -------------------------- |
| 2020 | Dentro da Minha Pele                        | Sim     | Sim        | Sim      | Documentário; Corroterista |
| 2017 | A Comédia Divina                            | Sim     | Sim        | Sim      | Corroterista               |
| 2011 | Estamos Juntos                              | Sim     | Não        | Sim      |                            |
| 2011 | Vocacional, Uma Aventura Humana             | Sim     | Não        | Sim      | Documentário               |
| 2010 | Rita Cadillac: A Lady do Povo               | Sim     | Não        | Sim      |                            |
| 2007 | Paulo Freire Contemporâneo                  | Sim     | Não        | Não      | Documentário               |
| 2006 | Dias de Festa                               | Sim     | Não        | Não      | [ 10 ]                     |
| 2005 | Cabra-cega                                  | Sim     | Não        | Sim      |                            |
| 2002 | Latitude Zero                               | Sim     | Não        | Não      |                            |
| 1997 | O Velho – A História de Luiz Carlos Prestes | Sim     | Não        | Sim      | Documentário               |
| 1993 | 1999                                        | Sim     | Sim        | Não      | Curta-metragem             |